# Chen Ning Yang
Chen-Ning Franklin Yang (în chineza tradițională, 楊振寧, în chineza simplificată, 杨振宁, în grafia pinyin, Yáng Zhènníng) (n. 1 octombrie 1922) este un fizician american de origine chineză care a lucrat în domeniul mecanicii statistice și principiilor de simetrie.
În 1957, la 35 de ani, a obținut, împreună cu Tsung-Dao Lee, Premiul Nobel pentru Fizică pentru teoria lor care enunța că interacțiunile nucleare slabe dintre particulele elementare nu aveau simetrie de paritate (la reflexia în oglindă). (teorie verificată experimental de Chien-Shiung Wu). Relația lui Yang cu Lee s-a stricat în preajma anului 1962 după primirea Premiului Nobel. Conflictul între ei este asupra a cine a avut primul ideea neconservării parității la interacțiunile slabe.